# Lúcio Júnio Cesênio Peto
Lúcio Júnio Cesênio Peto (em latim: Lucius Junius Caesennius Paetus) foi um aristocrata romano da gente Júnia eleito cônsul em 61 com Públio Petrônio Turpiliano e serviu como general e em vários altos postos em governos provinciais no oriente sob os imperadores Nero (r. 54–68) e Vespasiano (69–79). Era filho de Públio Cesênio Peto, nascido em 5 a.C., um italiano etrusco de origem tarquiniana, e sua esposa; era neto de Cesênio, nascido em 40 a.C., e bisneto de Lúcio Cesênio Lentão, um aliado de Marco Antônio e assassino de Pompeu, o Jovem.

## Primeiros anos
Foi cônsul em 61 e, no mesmo ano, foi nomeado governador e legado imperial propretor da Capadócia. Durante seu governo, o general Cneu Domício Córbulo estava realizando a sua campanha contra os partas sobre o controle da Armênia. Em sucessivas batalhas, Córbulo conseguiu assegurar o controle sobre o território e Peto foi encarregado de defendê-lo das contra-ofensivas partas.
Peto desprezava o talento de Córbulo como general. Em 62, porém, Peto, à frente das legiões XII Fulminata e IV Scythica, sofreu uma catastrófica derrota na Batalha de Randeia contra as forças partas e armênias do rei Tirídates I da Armênia. Mesmo com as forças de Córbulo a meros 50 milhas romanas de distância, Peto rendeu seu acampamento fortificado. Ele e suas legiões foram humilhadas e receberam permissão para recuarem para a Armênia. Depois de sua derrota, o caráter simplório e incapacidade de comandar de Peto ficou evidente e o comando das tropas passou novamente para Córbulo. Acusado de incompetência e covardia, Peto foi perdoado por Nero.

## Carreira sob Vespasiano
Em 72, Peto, na época o governador da Síria havia dois anos, enviou cartas para Vespasiano acusando o rei grego Antíoco IV, do reino cliente de Comagena, e os filhos dele, Caio Júlio Arquelau Antíoco Epifanes e Calínico, de planejarem uma revolta contra o Império Romano e se aliarem ao Império Parta. Não se sabe se acusações eram verdadeiras ou falsas, mas, depois de ler as cartas, Vespasiano deixou de confiar na família de Antíoco IV para proteger os pontos estratégicos de passagem pelo Eufrates em Samósata e decidiu anexar o Reino de Comagena.
Peto invadiu Comagena à frente da Legio VI Ferrata com o apoio de auxiliares fornecidos pelos reis clientes Aristóbulo de Cálcis e Soaemo de Emesa. Os dois exércitos se encontraram e acamparam um de frente para o outro, mas nenhuma batalha se seguiu, pois os comagenos não queriam enfrentar um exército romano. Antíoco Epifanes, sua família e Calínico fugiram para a Pártia e o pai, o rei Antíoco IV, foi para a Cilícia. É possível que tenha havido uma frágil tentativa de resistência antes da fuga.
Antíoco IV e sua família provavelmente jamais tiveram a intenção de guerrear com Roma e queriam responder às acusações. Antíoco Epifanes, sua família e Calínico foram levados de volta para Roma com uma guarda de honra e viveram o resto de suas vidas na capital imperial.
O destino de Peto e a data de sua morte são desconhecidos.

## Família
Peto casou-se com Flávia, uma sobrinha de Vespasiano nascida em 30, filha de Tito Flávio Sabino e Arrecina Clementina, e teve dois filhos, Lúcio Júnio Cesênio Peto, cônsul sufecto em 79 e tio do futuro imperador Antonino Pio, e Lúcio Cesênio Sospes, cônsul sufecto em 114.